# 외계언어

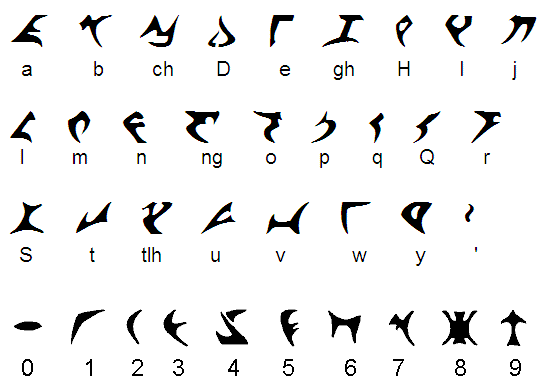
클링온어는 소설에서 외계어의 인기 있는 예입니다.

외계 언어 혹은 외계어(Alien Language)는 외계인들이 사용하고 있는 언어로, 아직 공식적으로 외계인과 조우한 적이 없기 때문에 가정이다. 이런 언어를 다루는 학문을 가리켜 외계언어학 이라고 부른다. 초기에는 제노언어학(Xenolinguistics)과 천체언어학(astrolinguistics)이 쓰였다.
외계언어가 인간이 인지할 수 있고 번역할 수 있다는 건 볼링그린 주립대학에서 언어학과 더불어 언어 학습연구의 일환이었다.
노엄 촘스키는 1983년 그의 이론에서 인간 언어에는 유전자 적으로 프로그램된 보편 문법이 존재한다고 보았으며, 외계 언어는 이 보편 문법에 맞지 않기 때문에 선천적으로 익히기 쉽지 않을거라는 예상을 내놨다. 이로 인해서 과학자들이 물리학을 연구하는 것처럼 천천히 발견하는 방식으로 배울 수 있을 것이다.

## 같이 보기
- 우주언어학
- 동물 언어

## 참고 문헌
- Meyers, Walter E., 1980. Aliens and Linguists: Language Study and Science Fiction ISBN 0-8203-0487-5